# Aconcagua (rivier)
De Aconcagua is een rivier in Chili die ontstaat uit de samenvloeiing van twee kleine zijrivieren op 1430 meter boven zeeniveau in de Andes, de Juncal vanuit het oosten (die ontspringt in de Nevado Juncal) en de Blanco uit de zuidoosten. De Aconcagua stroomt westwaarts door de brede Aconcagua-vallei en komt uit in de Stille Oceaan nabij de stad Concón, 20 kilometer ten noorden van Valparaíso. 
De rivier heeft een loop van ongeveer 142 kilometer, en het water bevloeit de meest bevolkte delen van de Chileense provincies San Felipe de Aconcagua en Los Andes, en vormt zo de belangrijkste economische bron van die regio's is. De Aconcagua ontvangt het water van vele andere rivieren en moerassen, en bereikt een gemiddeld debiet van 39 kubieke meter per seconde.
De vallei van de Aconcagua werd gebruikt als de route van de Transandine-spoorweg aan de Chileense kant. De rivier stroomt langs de Chileense Route 5 van Llaillay naar La Calera. De twee afzonderlijke delen van de Chileense Route 60 volgen een groot deel van hun lengte de loop van de rivier.
Hoewel ze hun naam delen, stroomt de Aconcagua niet op de hellingen van de berg Aconcagua, die volledig in Argentinië ligt, ongeveer 20 kilometer vanaf het begin van de rivier, op Chileens grondgebied.

## Zijrivieren
- Colorado
- Estero Pocuro
- Putaendo
- Estero Quilpué
- Estero Catemu
- Estero Los Loros
- Estero Los Liters
- Estero Limache